# Dekhan
Dekhan (arabitzat Dikhan) era el títol que portaven a la Pèrsia sassànida els caps de vila; eren membres de la petita noblesa feudal. El seu títol era hereditari; les terres pròpies eren de vegades reduïdes però la seva influència abraçava tot un districte en el que representaven al govern i cobraven els impostos. Es dividien en cinc classes (distingides pels seus vestits). Després de la conquesta musulmana van romandre als seus llocs a la major part de les comunitats, van conservar les terres i es van convertir a la nova religió. Els tahírides del Khorasan i els samànides van basar els seus estats en el suport dels dekhans; la pèrdua del seu suport va provocar la caiguda dels samànides davant els karakhànides. Am l'establiment del sistema d'iqtes (ikta) o feus al segle xi, van perdre la seva influència. Amb el temps la paraula dekhan va designar a un camperol amb terres i fins i tot un simple camperol.